# Мууга (порт)
Порт Му́уга (эст. Muuga sadam, до 1993 года — Новоталлинский (эст. Tallinna Uussadam) — морской торговый порт в уезде Харьюмаа в северной части Эстонии на берегу залива Мууга (части Финского залива). Является крупнейшим в Эстонии морским торговым портом международного значения. 
Часть территории порта (135 гектаров) находится на территории города Маарду. Западная часть порта находится на территории волости Виймси, восточная часть — на территории волости Йыэляхтме.
Код порта: EEMUG. Входит в состав порта Таллин.

## История
Строительство порта началось в 1982 году. Были возведены первые причалы, зерновой элеватор и холодильные склады. До 1992 года порт носил название Новоталлинский порт (эст. Tallinna Uussadam, англ. Tallinn New Port). В 1993 году был построен первый топливный терминал.

## Общие данные
Территория порта составляет 566,8 га, площадь акватории — 682 га.
В порту 29 причалов, общая длина которых составляет 6379 м. Максимальная глубина у причалов — 17,8 м.
Максимальная длина судов, способных заходить в порт — 300 м, ширина — 50 м, максимальная разрешённая проходная осадка составляет 13,7 м.
Условия навигации в этой части Финского залива позволяют осуществлять круглогодичную эксплуатацию порта.
Железнодорожное сообщение осуществляется через сеть железных дорог по линии Мууга — Нарва — Санкт-Петербург.

## Терминалы
- 6 терминалов для наливных грузов
- 2 многопрофильных терминала (включая холодильный)
- Контейнерный терминал
- Терминал для обработки ро-ро-грузов
- Терминал древесной стружки
- Зерновой терминал
- Терминал удобрений[6]

## Вместимость
- Закрытые складские помещения: 230 000 м2
- Складские площади: 695 000 м2
- Вместимость складов с холодильными установками: 13 500 м2
- Вместимость для наливных грузов: 1 550 150 м2
- Вместимость зернового элеватора: 300 000 тонн
- Объём терминала удобрений: 192 000 тонн[6].